# Perhimpunan Pelestari Burung dan Habitatnya
Burung Indonesia (Indonesisch voor: Vogels van Indonesië) met officiële naam Perhimpunan Pelestari Burung dan Habitatnya oftewel Vereniging voor het Behoud van Vogels en hun Habitat, is de Indonesische vogelbeschermingsorganisatie. De organisatie, die een partner is van de internationale organisatie Birdlife International, is op 15 juli 2002 opgericht en heeft haar hoofdkantoor in Bogor, Java. In 2006 had de organisatie ongeveer 40 medewerkers en kende zij meer dan 1500 ondersteuners, die verenigd zijn in de Sahabat Burung Indonesia, de Vrienden van Burung Indonesia.

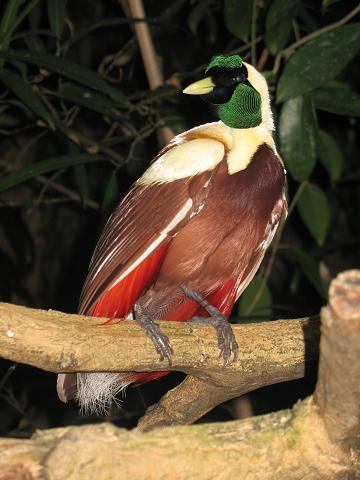
Paradisaea rubra, een van de vele inheemse vogelsoorten van Indonesië

Indonesië kent een enorme biodiversiteit doordat de Wallacelijn door het land loopt. Hierdoor leven er zowel vogelsoorten die een Aziatische oorsprong hebben, als vogelsoorten die een Australische oorsprong hebben, in deze eilandenarchipel. Zeer veel vogelsoorten zijn endemisch, ongeveer 17% van de vogelsoorten die er op de wereld bestaan, leven in deze eilandenarchipel.
In Indonesië worden vaak massaal vogels zoals papegaaien gestroopt, om deze te verkopen als siervogels, of andere vogelsoorten voor consumptie. Veel mensen schieten zelfs willekeurig op vogels die in stedelijke gebieden rondvliegen. Wanneer vogels in kooien worden gehouden, is dit vaak in zeer krappe kooien onder erbarmelijke omstandigheden. 
Burung Indonesia zet zich in voor het welzijn en behoud van de vogels die in Indonesië leven. 

## Activiteiten
1. Werving van fondsen voor vogelbeschermingsdoeleinden in de vorm van giften
2. Andere vormen van inkomsten door middel van de verkoop van T-shirts, mokken e.d.
3. Bijhouden van een kenniscentrum waarin informatie over vogels in Indonesië wordt bijgehouden. Op de website van Burung Indonesia staat onder meer de omschrijving van meer dan 100 Indonesische vogelsoorten online.
4. Voorlichting over de rechten en waarde van vogels, door middel van bewustmakingscampagnes
5. Tegengaan van misstanden zoals het massaal vangen van vogels kaketoes en lori's voor de verkoop
6. Behoud van bedreigde vogelsoorten
7. Aanleg van nationale parken zoals Aketajawe-Lolobata op de Molukken.
8. Samenwerking met andere vogelbeschermingsorganisaties wereldwijd.